# 100-talet (decennium)

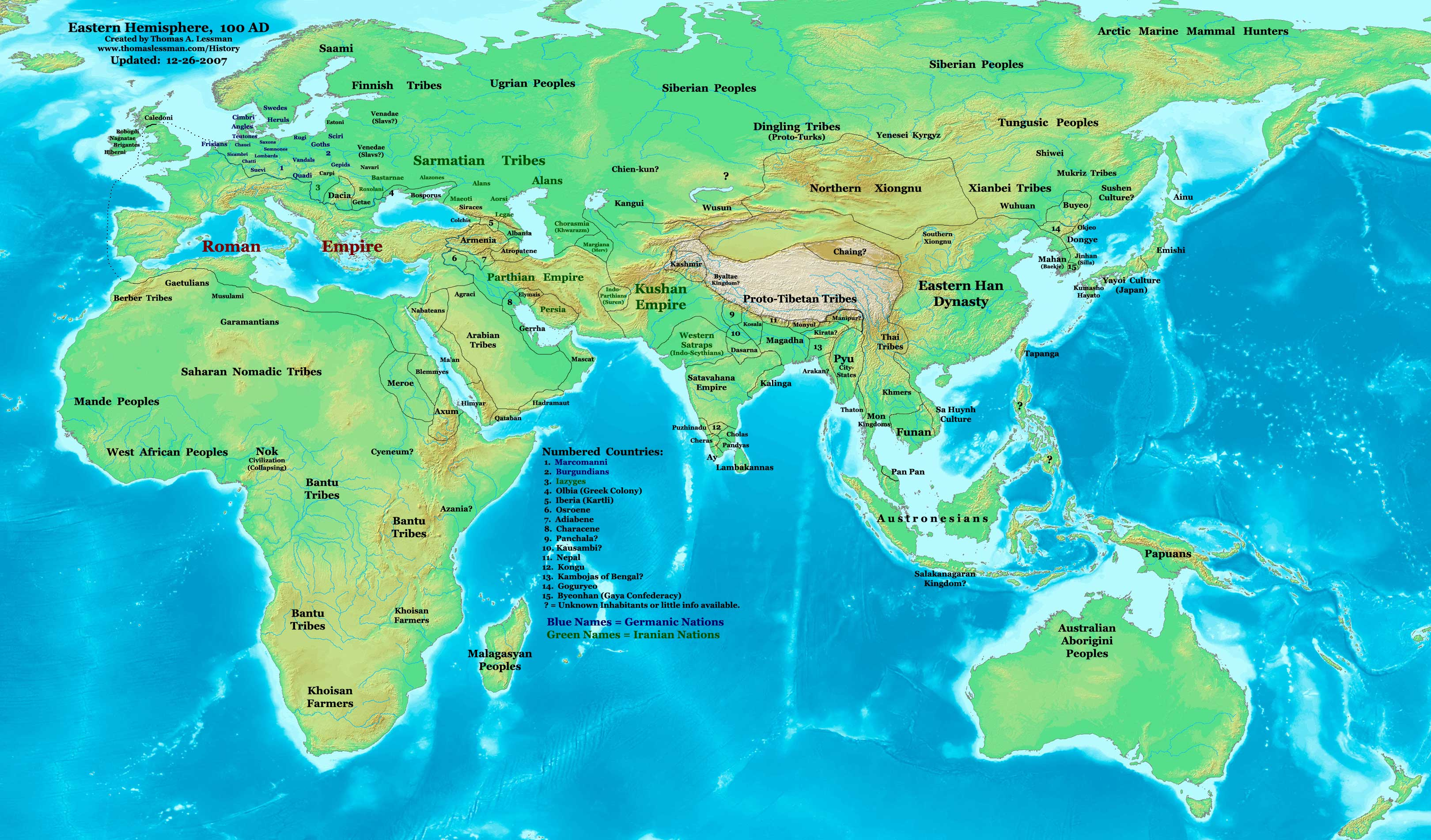
Östra halvklotet kring år 100.

## Händelser
- 100 - Lejon utrotas på Balkan (omkring detta år).

## Födda
- 100 - Faustina d.ä., romersk kejsarinna.
- 100 - Marcus Cornelius Fronto, romersk retoriker och författare.
- 100 - Justinus Martyren, författare, martyr och helgon.

## Avlidna
- 101 - Clemens I, påve
- 106 eller 107 - Evaristus, påve
- 107 - Ignatios av Antiochia, biskop och martyr.